# Разумовский, Валентин Николаевич
Валентин Николаевич Разумовский  (22 апреля 1910 года — ?) — ростовский советский архитектор.

## Биография
Архитектор Валентин Николаевич Разумовский родился 22 апреля 1910 года в селе Высокий Городец Витебской области Белоруссии. Учился в Московском высшем инженерно-строительном училище (ныне Московский государственный строительный университет). В 1932 году, после окончания института, работал архитектором Свердловского отделения Металлостройпроекта. В 1932 — 1944 годах работал в Свердловском отделении Государственного Союзного проектного института № 4.
С 1945 года работал и жил в Ростове-на-Дону. Не имея в городе жилья, Валентин Николаевич соорудил землянку и жил там с женой и ребёнком. В землянке семья прожила около восьми лет, после чего местные власти выделили Разумовскому пиломатериалы, из которых он построил небольшой домик и прожил там до конца жизни.
В Ростове с 1946 года Разумовский работал на предприятии Союзгипроторг. Его первой крупной работой в городе была архитектурная часть проекта аэровокзала в Ростове. В годы Великой Отечественной войны старый вокзал был разрушен, необходимо было построить новый. Проектирование вокзала началось в 1947 году, а первая очередь вступила в строй уже через год. В 1949 году здание было полностью построено. Новый двухэтажный корпус вокзала включал в себя пассажирский зал и служебные помещения. В центре корпуса была диспетчерская с остеклением. Украшением фасадов были навесы-галереи вдоль одноэтажных крыльев и карнизы. Плоскости стен и остеклённые проёмы определили художественную выразительность аэровокзала.
По проекту В. Н. Разумовского в городе в 1951 году был построен Дом торговли. Парадные четырёхэтажные фасады Дома были выполнены в стиле советской неоклассики. Нижние этажи здания объединялись крупной рустовкой, верхние — ордерной декорировкой. На уровне третьего и четвёртого этажей был выполнен портик из трёхчетвертных колонн тосканского ордера, завершавшийся треугольным фронтоном. В тимпане фронтона была надпись: «Дом торговли».
В 1948—1949 году архитектор возглавлял сооружение Ростовской набережной, в 1950-х —  начале 1960-х годов в соавторстве с В. В. Леонтьевым и Н. Н. Семененко занимался реконструкцией Ростовского Театра имени М. Горького.
Ростовский театр, построенный в 1930-х годах в стиле конструктивизма и революционной символики, был разрушен в годы войны.
Здание пострадало от бомбардировки и пожара, стояло в таком виде до середины 1950-х годов. Были разработаны проекты его восстановления в стиле советской неоклассики. Самый помпезный проект в стиле ампир, был создан в 1954 году. Перед Разумовским была поставлена задача уменьшить зал до 1100 мест, разобрать боковые галереи и лестницы, украсить фасад колоннадами, балюстрадами, скульптурой и др. Однако в конце 1955 года вышло Постановление ЦК КПСС и Совета Министров РСФСР «Об устранении излишеств в проектировании и строительстве». В соответствии с постановлением по инициативе Разумовского архитекторы вернулись к идее сохранения в первоначальном виде парадной южной части театра. Участие в разработке проекта реконструкции здания принимала группа архитекторов: В. Н. Разумовский, В. В. Леонтьев, Н. Н. Семененко и многие другие.
Реконструкция театра закончилась в 1963 году. На основе разрушенной части здания был построен открытый «Зелёный театр» на 3200 зрителей. Авторами-архитекторами были В. Н. Разумовский и В. А. Аникин. Ныне этот комплекс утрачен.
Во время завершения реконструкции театра имени М. Горького Валентин Николаевич по состоянию здоровья ушел на преподавательскую работу. Он преподавал на кафедре строительных работ РИИЖТа, около пятнадцати лет — на архитектурном факультете Ростовского инженерно-строительного института.
В конце 1960-х годов он был автором проекта высотного офисного здания Оргтяжстроя.